# سایتو کوسی
سایتُو کُوسِی (به ژاپنی: 斎藤光正) یک کارگردان فیلم ژاپنی بود. از فیلم‌های او می‌توان به جی.ای. سامورایی (۱۹۷۹) و جنگ‌های نینجا اشاره کرد.
در سال ۲۰۰۰ سایتو یک مینی سریال (مجموعه تلویزیونی) به نام «پشت داستان چوشینگورا، دیوانگی ناکازو» را در ۹ قسمت،  با بازی کن ماتسودایرا کارگردانی کرد.